# Aetius
Aetius là một chi nhện trong họ Corinnidae. Các loài thuộc chi này phân bố ở vùng Đông Á và Đông Nam Á.

## Các loài
Theo The World Spider Catalog 12.0:
- Aetius decollatus O. Pickard-Cambridge, 1896
- Aetius nocturnus Deeleman-Reinhold, 2001